# Mûr-de-Bretagne
Mûr-de-Bretagne (en bretó Mur) és un municipi francès, situat a la regió de Bretanya, al departament de Costes del Nord. L'any 2006 tenia 2.156 habitants.

## Demografia
| 1962                                       | 1968  | 1975  | 1982  | 1990  | 1999  |
| ------------------------------------------ | ----- | ----- | ----- | ----- | ----- |
| 2.125                                      | 2.075 | 2.105 | 2.091 | 2.049 | 2.090 |
| Des de 1962: població sense dobles comptes |       |       |       |       |       |

## Administració
| Període   | Identitat     | Partit        |
| --------- | ------------- | ------------- |
| 2001-2008 | Alain Auffret | Divers droite |
| 2008-     | Georges Tilly | Divers gauche |